# Apogonia aequabilis
Apogonia aequabilis är en skalbaggsart som beskrevs av Karsch 1882. Apogonia aequabilis ingår i släktet Apogonia och familjen Melolonthidae. Inga underarter finns listade i Catalogue of Life.